# Báguanos
Báguanos är en ort i Kuba.   Den ligger i provinsen Provincia de Holguín, i den östra delen av landet, 700 km öster om huvudstaden Havanna. Báguanos ligger 84 meter över havet och antalet invånare är 15 176.
Terrängen runt Báguanos är platt åt sydost, men åt nordväst är den kuperad. Runt Báguanos är det ganska tätbefolkat, med 75 invånare per kvadratkilometer. Närmaste större samhälle är Urbano Noris, 20,0 km sydväst om Báguanos. Trakten runt Báguanos består till största delen av jordbruksmark.